# Gordon Windeyer
Gordon Phillip Windeyer (ur. 20 lutego 1954) – australijski lekkoatleta, specjalista skoku wzwyż, mistrz igrzysk Brytyjskiej Wspólnoty Narodów.

## Kariera sportowa
Zwyciężył w skoku wzwyż na igrzyskach Brytyjskiej Wspólnoty Narodów w 1974 w Christchurch, wyprzedzając swego rodaka, obrońcę tytułu Lawriego Peckhama i Claude’a Ferragne’a z Kanady. Zajął 7. miejsce w zawodach pucharu świata w 1977 w Düsseldorfie. Na igrzyskach Wspólnoty Narodów w 1978 w Edmonton zajął 5. miejsce.
Windeyer był mistrzem Australii w skoku wzwyż w 1975/1976, 1976/1977 i 1977/1978 oraz wicemistrzem w 1993/1974 i 1974/1975. 3 czerwca 1978 w Brisbane i 13 lipca 1978 w Lozannie wyrównał rekord Australii skokiem na wysokość 2,21 cm. Był to najlepszy wynik w jego karierze. 